# Ali Nashid
Ali Nashid (Ogaru Ayya) – malediwski trener piłkarski.

## Kariera trenerska
W listopadzie 2013 został mianowany tymczasowo na głównego trenera narodowej reprezentacji Malediwów. W marcu 2014 został zmieniony przez Drago Mamića. Wcześniej pomagał trenować reprezentację Malediwów.